# Zakaríá Ábúhlál
Zakaríá Ábúhlál (Rotterdam, 2000. február 18. –) marokkói válogatott labdarúgó, a francia Toulouse középpályása.

## Pályafutása

### Klubcsapatokban
Ábúhlál a hollandiai Rotterdam városában született. Az ifjúsági pályafutását az Unitas Gorinchem, a Raptim Gorinchem és a Willem II csapatában kezdte, majd a PSV Eindhoven akadémiájánál folytatta.
2019-ben mutatkozott be a PSV Eindhoven első osztályban szereplő felnőtt keretében. 2019-ben az AZ Alkmaarhoz igazolt. 2022. július 1-jén négyéves szerződést kötött a francia első osztályban érdekelt Toulouse együttesével. Először a 2022. augusztus 7-ei, Nice ellen 1–1-es döntetlennel zárult mérkőzés 66. percében, Rafael Ratão cseréjeként lépett pályára. Első gólját 2022. augusztus 28-án, a Nantes ellen idegenben 3–1-re elvesztett találkozón szerezte meg.

### A válogatottban
Ábúhlál az U17-es, az U18-as, az U19-es és az U20-as korosztályú válogatottakban is képviselte Hollandiát.
2020-ban debütált a marokkói válogatottban. Először 2020. november 13-án, Közép-afrikai Köztársaság ellen 4–1-es győzelemmel zárult afrikai nemzetek kupája-selejtező 59. percében, Achraf Hakimit váltva lépett pályára, majd öt perccel később megszerezte első válogatott gólját is.

## Statisztikák
2023. június 3. szerint
| Klub          | Szezon   | Osztály    | Bajnokság | Bajnokság | Kupa  | Kupa | Nemzetközi | Nemzetközi | Összesen | Összesen |
| Klub          | Szezon   | Osztály    | Meccs     | Gól       | Meccs | Gól  | Meccs      | Gól        | Meccs    | Gól      |
| ------------- | -------- | ---------- | --------- | --------- | ----- | ---- | ---------- | ---------- | -------- | -------- |
| PSV Eindhoven | 2018–19  | Eredivisie | 1         | 0         | 0     | 0    | —          | —          | 1        | 0        |
| PSV Eindhoven | 2019–20  | Eredivisie | 1         | 0         | 0     | 0    | —          | —          | 1        | 0        |
| PSV Eindhoven | Összesen | Összesen   | 2         | 0         | 0     | 0    | 0          | 0          | 2        | 0        |
| AZ Alkmaar    | 2019–20  | Eredivisie | 12        | 0         | 2     | 0    | 1          | 0          | 15       | 0        |
| AZ Alkmaar    | 2020–21  | Eredivisie | 24        | 4         | 1     | 0    | 5          | 0          | 30       | 4        |
| AZ Alkmaar    | 2021–22  | Eredivisie | 34        | 5         | 3     | 1    | 8          | 2          | 45       | 8        |
| AZ Alkmaar    | Összesen | Összesen   | 70        | 9         | 6     | 1    | 14         | 2          | 90       | 12       |
| Toulouse      | 2022–23  | Ligue 1    | 37        | 10        | 5     | 5    | —          | —          | 42       | 15       |
| Összesen      | Összesen | Összesen   | 109       | 19        | 11    | 6    | 14         | 2          | 134      | 27       |

### A válogatottban
| Válogatott | Év       | Pályára lépés | Gól |
| ---------- | -------- | ------------- | --- |
| Marokkó    | 2020     | 2             | 1   |
| Marokkó    | 2021     | 4             | 0   |
| Marokkó    | 2022     | 11            | 2   |
| Marokkó    | 2023     | 3             | 0   |
| Összesen   | Összesen | 20            | 3   |

#### Góljai a válogatottban
| # | Időpont            | Helyszín                               | Ellenfél                  | Gólok | Eredmény | Kiírás                                    |
| - | ------------------ | -------------------------------------- | ------------------------- | ----- | -------- | ----------------------------------------- |
| 1 | 2020. november 13. | Stade Mohammed V, Casablanca, Marokkó  | Közép-afrikai Köztársaság | 4–1   | 4–1      | 2021-es afrikai nemzetek kupája-selejtező |
| 2 | 2022. január 14.   | Stade Ahmadou Ahidjo, Yaoundé, Kamerun | Comore-szigetek           | 2–0   | 2–0      | 2021-es afrikai nemzetek kupája           |
| 3 | 2022. november 27. | Al-Thumama Stadion, Doha, Katar        | Belgium                   | 2–0   | 2–0      | 2022-es VB                                |

## Sikerei, díjai
Toulouse
- Francia Kupa
  - Győztes (1): 2022–23